# Sanktoral
Sanktoral (lat. sanctorale »svojstveno svecima, što pripada svecima«; prema lat. sanctus »svet«) dio je misala i brevijara koji sadrži misne obrasce i službe za blagdane pojedinih svetaca i mučenika kroz liturgijsku godinu. Katkada se taj dio naziva i De sanctis.
U misalu, santoral spada među promjenjive dijelove mise, a sadrži: uvodnu antifonu, zbornu molitvu, darovnu molitvu, pričesnu pjesmu i popričesnu molitvu.
Kroz povijest je Rimokatolička Crkva izdala više zbirki sanktorala, što omogućuju proučavanje povijesnog razvoja rimske liturgije.
| Portal:Kršćanstvo | Portal: Kršćanstvo |